# Mistrzostwa Europy w Bobslejach 2012
Mistrzostwa Europy w Bobslejach 2012 odbywały się w dniach 6–8 stycznia 2012 w niemieckim Altenbergu. Odbyły się trzy konkurencje: dwójka kobiet, dwójka mężczyzn oraz czwórka mężczyzn.

## Wyniki

### Dwójka kobiet
W rozegranych 6 stycznia 2012 roku zawodach mistrzostw Europy w konkurencji dwójki kobiet triumfowały reprezentantki gospodarzy Cathleen Martini oraz Janine Tischer.
| Miejsce | Zawodnicy                                | Pierwszy ślizg | Drugi ślizg | Czas    | Strata |
| ------- | ---------------------------------------- | -------------- | ----------- | ------- | ------ |
| złoto   | Cathleen Martini Janine Tischer          | 57.45          | 57.22       | 1:54.67 | -      |
| srebro  | Sandra Kiriasis Petra Lammert            | 57.49          | 57.20       | 1:54.69 | +0.02  |
| brąz    | Fabienne Meyer Hanne Schenk              | 57.69          | 57.54       | 1:55.23 | +0.56  |
| 4.      | Anja Schneiderheinze Christin Senkel     | 57.78          | 57.81       | 1:55.59 | +0.92  |
| 5.      | Christina Hengster Inga Versen           | 57.96          | 58.22       | 1:56.18 | +1.51  |
| 6.      | Anastassija Tambowzewa Ljudmila Udobkina | 58.31          | 57.90       | 1:56.21 | +1.54  |

### Dwójka mężczyzn
W rozegranych 7 stycznia 2012 roku zawodach mistrzostw Europy w konkurencji dwójki mężczyzn triumfowali reprezentanci gospodarzy Thomas Florschütz oraz Kevin Kuske. Przeprowadzono tylko jeden ślizg.
| Miejsce | Zawodnicy                           | Pierwszy ślizg | Drugi ślizg | Czas  | Strata |
| ------- | ----------------------------------- | -------------- | ----------- | ----- | ------ |
| złoto   | Thomas Florschütz Kevin Kuske       | 56.26          | -           | 56.26 | -      |
| srebro  | Maximilian Arndt Marko Hübenbecker  | 56.27          | -           | 56.27 | +0.01  |
| brąz    | Beat Hefti Thomas Lamparter         | 56.73          | -           | 56.73 | +0.47  |
| 4.      | Aleksandr Zubkow Dmitri Trunenkow   | 56.74          | -           | 56.74 | +0.48  |
| 5.      | Oskars Melbārdis Daumants Dreiškens | 56.88          | -           | 56.88 | +0.62  |
| 6.      | Gregor Baumann Max Baumann          | 57.01          | -           | 57.01 | +0.75  |
| 19.     | Dawid Kupczyk Marcin Niewiara       | 58.05          | -           | 58.05 | +1.79  |
| 25.     | Mateusz Luty Daniel Zalewski        | 59.62          | -           | 59.62 | +3.36  |

### Czwórka mężczyzn
W rozegranych 8 stycznia 2012 roku zawodach mistrzostw Europy w konkurencji czwórki mężczyzn triumfowali reprezentanci gospodarzy Maximilian Arndt, Marko Hübenbecker, Alexander Rödiger, Martin Putze.
| Miejsce | Zawodnicy                                                         | Pierwszy ślizg | Drugi ślizg | Czas    | Strata |
| ------- | ----------------------------------------------------------------- | -------------- | ----------- | ------- | ------ |
| złoto   | Maximilian Arndt Marko Hübenbecker Alexander Rödiger Martin Putze | 54.73          | 55.14       | 1:49.87 | -      |
| srebro  | Aleksandr Zubkow Filipp Jegorow Dmitri Trunenkow Nikolai Hrenkow  | 55.16          | 55.37       | 1:50.53 | +0.66  |
| brąz    | Thomas Florschütz Ronny Listner Kevin Kuske Thomas Blaschek       | 55.17          | 55.62       | 1:50.79 | +0.92  |
| 4.      | Edgars Maskalans Daumants Dreiškens Raivis Broks Intars Dambis    | 55.39          | 55.41       | 1:50.80 | +0.93  |
| 5.      | Manuel Machata Michail Makarow Andreas Bredau Christian Poser     | 55.44          | 55.38       | 1:50.82 | +0.95  |
| 6.      | Alexander Kasjanow Alexei Negodaylo Maxim Belugin Petr Moiseew    | 55.36          | 55.53       | 1:50.89 | +1.02  |
| 15.     | Dawid Kupczyk Patryk Pieczarka Paweł Mróz Marcin Niewiara         | 56.81          | 56.54       | 1:53.35 | +3.48  |
| 20.     | Mateusz Luty Daniel Zalewski Mariusz Ślepokura Jakub Pawiłojć     | 57.52          | -           | 57.52   | -      |